# August Lütke-Westhues
August Lütke-Westhues (Telgte, 25 luglio 1926 – Münster, 1º settembre 2000) è stato un cavaliere tedesco, specializzato in concorso completo, vincitore di due medaglie d'argento ai Giochi olimpici di Melbourne 1956, cavalcando Trux von Kamax . È fratello di Alfons Lütke-Westhues, cavaliere vincitore di medaglia olimpica.

## Palmarès
| Anno | Manifestazione  | Sede       | Evento      | Risultato | Prestazione | Note |
| ---- | --------------- | ---------- | ----------- | --------- | ----------- | ---- |
| 1954 | Europei         | Basilea    | Squadre     | Argento   | -           |      |
| 1956 | Giochi olimpici | Melbourne  | Individuale | Argento   | -85,48 p.   |      |
| 1956 | Giochi olimpici | Melbourne  | Squadre     | Argento   | -475,91     |      |
| 1957 | Europei         | Copenaghen | Individuale | Argento   | -           |      |
| 1957 | Europei         | Copenaghen | Squadre     | Argento   | -           |      |
| 1959 | Europei         | Harewood   | Squadre     | Oro       | -           |      |